# 大阪市電
大阪市電（日语：／ Ōsaka shiden */?）是20世紀早期時大阪市的有軌電車系統，由大阪市交通局運營。大阪市電開業於1903年，是日本首個公營有軌電車。1969年3月31日，大阪市電停止運行，是當時政令指定都市中第一個完全廢除市電的城市。現在仍有部分大阪市電的電車在廣島電鐵使用。